# Hyalesthes zabolica
Hyalesthes zabolica är en insektsart som beskrevs av Dlabola 1985. Hyalesthes zabolica ingår i släktet Hyalesthes och familjen kilstritar.
Artens utbredningsområde är Iran. Inga underarter finns listade i Catalogue of Life.